# Jüdischer Friedhof (Debrzno-Wieś)
Koordinaten: 53° 31′ 35″ N, 17° 13′ 57,7″ O

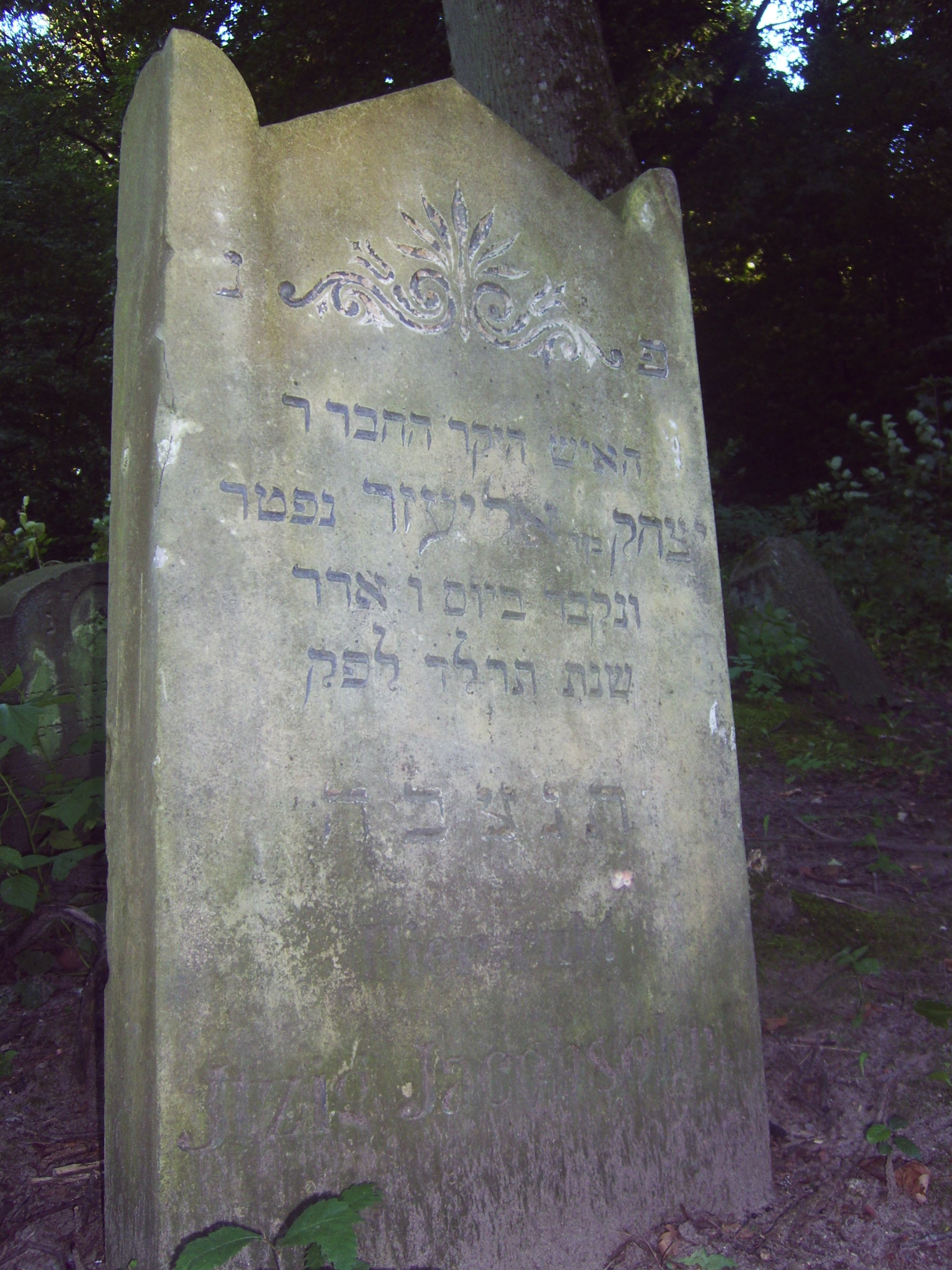
Grabstein auf dem jüdischen Friedhof in Debrzno-Wieś

Der Jüdische Friedhof in Debrzno-Wieś (deutsch Dobrin), einer Stadt in Polen in der Woiwodschaft Großpolen, wurde im 17. Jahrhundert errichtet. Es wurden dort die Juden aus Dobrin und Linde bestattet.
Auf dem Jüdischen Friedhof, der als Kulturdenkmal geschützt ist, befinden sich heute noch circa 20 Grabsteine mit deutschen und hebräischen Inschriften. Der älteste stammt aus dem Jahr 1715.